# Notre-Dame de Jazłowiec

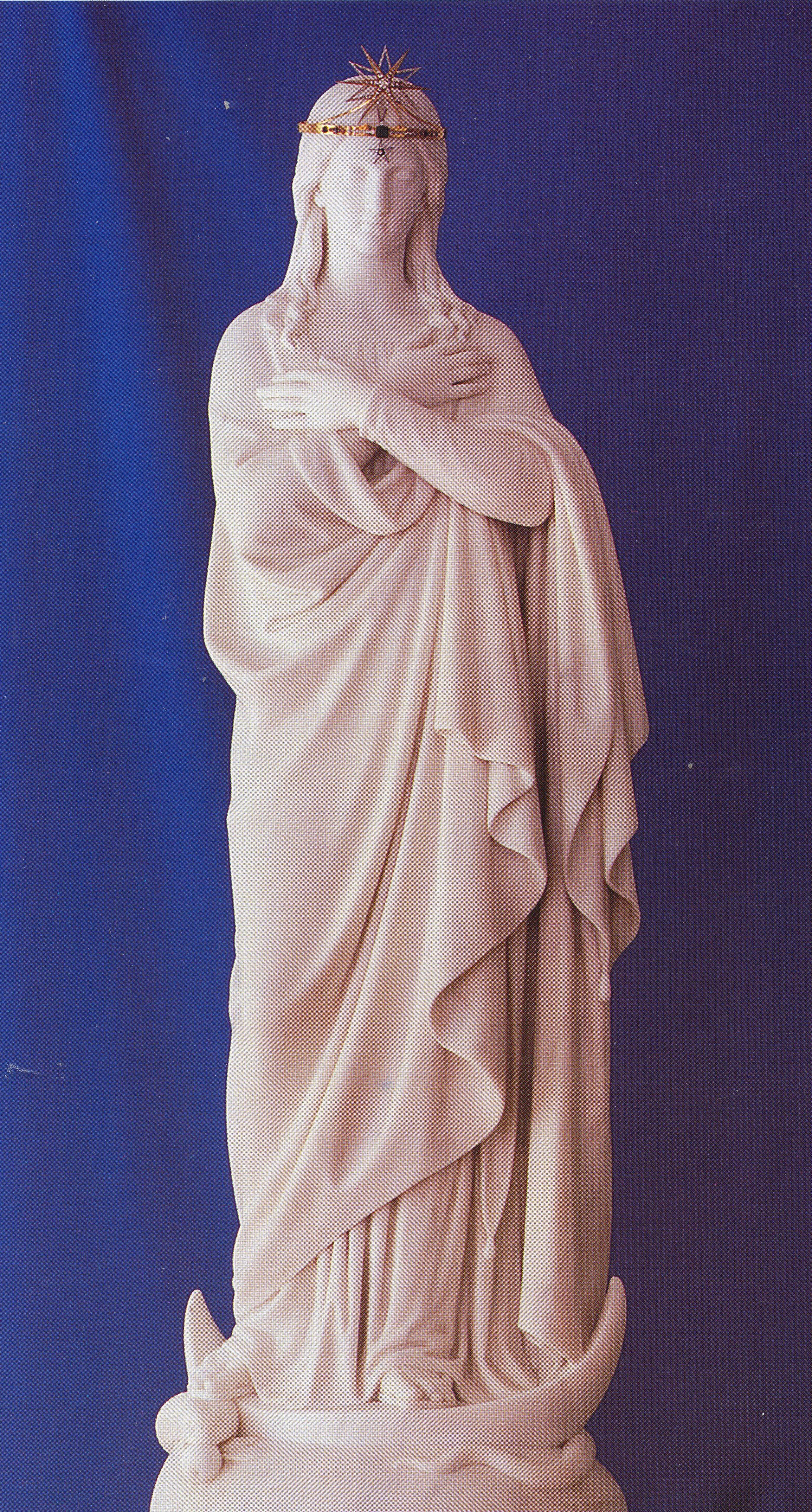
Notre-Dame de Jazłowiec

Notre-Dame de Jazłowiec est le titre d'une sculpture en marbre de Carrare datante de 1883 et liée à son premier emplacement dans l'ancienne ville de Jazłowiec (pl) en Podolie (Ukraine actuelle), mais à l'origine dans la partie autrichienne de la Ruthénie rouge d'autrefois. Elle représente l'Immaculée Conception, créée à Rome par le sculpteur polonais, Tomasz Oskar Sosnowski, sur la commande de Marcelline Darowska, cofondatrice des Sœurs de l'Immaculée Conception de la Bienheureuse Vierge Marie, pour la Maison-mère à Jazłowiec.

## Historique

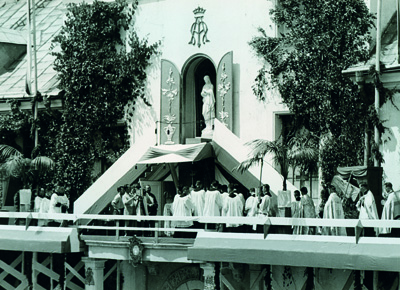
Couronnement de la statue le 9 juillet 1939.

- En 1883 la statue est bénie par l'archevêque de Varsovie Zygmunt Szczęsny Feliński.
- En 1919, lors de la guerre polono-ukrainienne, le 14e Régiment de la Cavalerie déclare l'image leur hetman ou patronne et ajoute le nom Jazłowiec à son titre, à la suite d'une fameuse victoire dans les environs[2].
- Le 9 juillet 1939, la statue, garantie un Couronnement canonique par le pape Pie XII, est couronnée par le cardinal August Hlond.
- En mai 1946 la statue déménage, avec les sœurs restantes, à Szymanów en Pologne, où se trouve le sanctuaire dédié à "La Dame de Jazłowiec".

Une copie authentique de l'original est installée à Jazłowiec en 1992.